# El Dorado Número Uno
El Dorado Número Uno är en ort i Mexiko.   Den ligger i kommunen Guasave och delstaten Sinaloa, i den västra delen av landet, 1 200 km nordväst om huvudstaden Mexico City. El Dorado Número Uno ligger 14 meter över havet och antalet invånare är 287.
Terrängen runt El Dorado Número Uno är mycket platt. Runt El Dorado Número Uno är det ganska tätbefolkat, med 100 invånare per kvadratkilometer. Närmaste större samhälle är Guasave, 6,7 km norr om El Dorado Número Uno. Trakten runt El Dorado Número Uno består till största delen av jordbruksmark.